# Löpitz
Löpitz ist ein Ortsteil der Gemeinde Nobitz im Landkreis Altenburger Land in Thüringen.

## Lage
Der Weiler liegt südlich von Altenburg, nördlich von Saara und östlich der Bundesstraße 7. Die Höhe der Gemarkung ist mit 225–233 über NN angegeben. Löpitz liegt auf der Wasserscheide zwischen Pleiße im Osten und Blauer Flut im Westen.

## Geschichte
Im Jahre 1181–1214 ermittelte der Autor die urkundliche Ersterwähnung des Weilers. Die Gemeinde geht von 1181 aus. Der ursprüngliche Ortsname „Lubuwiz“ (1181) bzw. „Lubewiz“ (1220) ist vom slawischen Wort „ljub“ = lieb abgeleitet. Burggraf Albrecht von Altenburg übergab 1220 dem Bergerkloster zu Altenburg 3 Hufen der hiesigen Flur.
Löpitz gehörte zum wettinischen Amt Altenburg, welches ab dem 16. Jahrhundert aufgrund mehrerer Teilungen im Lauf seines Bestehens unter der Hoheit folgender Ernestinischer Herzogtümer stand: Herzogtum Sachsen (1554 bis 1572), Herzogtum Sachsen-Weimar (1572 bis 1603), Herzogtum Sachsen-Altenburg (1603 bis 1672), Herzogtum Sachsen-Gotha-Altenburg (1672 bis 1826). Bei der Neuordnung der Ernestinischen Herzogtümer im Jahr 1826 kam der Ort wiederum zum Herzogtum Sachsen-Altenburg.
Nach der Verwaltungsreform im Herzogtum gehörte er bezüglich der Verwaltung zum Ostkreis (bis 1900) bzw. zum Landratsamt Altenburg (ab 1900). Das Dorf gehörte ab 1918 zum Freistaat Sachsen-Altenburg, der 1920 im Land Thüringen aufging. 1922 kam es zum Landkreis Altenburg.
Im Jahr 1923 wurde Löpitz nach Burkersdorf eingemeindet. Bei der zweiten Kreisreform in der DDR wurden 1952 die bestehenden Länder aufgelöst und die Landkreise neu zugeschnitten. Somit kam Löpitz als Ortsteil von Burkersdorf mit dem Kreis Altenburg an den Bezirk Leipzig, der seit 1990 als Landkreis Altenburg zu Thüringen gehörte und 1994 im Landkreis Altenburger Land aufging. Durch Eingemeindung der Gemeinde Burkersdorf mit ihren Ortsteilen kam Löpitz am 1. Januar 1973 zur Gemeinde Lehndorf. Mit dem Aufgehen der Gemeinde Lehndorf in der Einheitsgemeinde Saara wurde Löpitz am 1. Januar 1996 ein Ortsteil dieser Gemeinde, bis diese wiederum am 31. Dezember 2012 zu Nobitz kam. Während im Jahr 1880 30 Personen im Weiler wohnten, waren es im Jahr 2012 nur noch zehn.